# Митин, Иван Игоревич
Ива́н И́горевич Ми́тин (р. 4 января 1983; Москва, СССР) — российский географ. Автор концепции мифогеографии — одного из направлений гуманитарной географии.
Главный редактор журнала «Культурная и гуманитарная география» (с 2012).
Заместитель начальника отдела по работе с удалёнными территориями Московского агентства по развитию территорий средствами культуры (с 2014). Доцент Высшей школы урбанистики им. А.А. Высоковского НИУ ВШЭ (с 2014) и кафедры территориального развития РАНХиГС (с 2015).
Кандидат географических наук (2007).

## Биография
Родился 4 января 1983 года в Москве.
В 1999—2004 годах учился на кафедре экономической и социальной географии России географического факультета Московскоского государственного университета имени М. В. Ломоносова.
В 2004—2007 годах учился в аспирантуре географического факультета МГУ (научный руководитель — А. И. Алексеев). Кандидат географических наук (2007, МГУ имени М. В. Ломоносова), тема диссертации: «Методика комплексной культурно-географической характеристики территории».
Работал старшим научным сотрудником сектора гуманитарной географии (2004—2011), затем Центра гуманитарных исследований пространства (2011—2013) Российского научно-исследовательского института культурного и природного наследия имени Д. С. Лихачёва.
С 2013 г. в системе Департамента культуры г. Москвы: зам. начальника отдела проектов Центра культурных инициатив Новой Москвы в 2013-2014 гг.; зам. начальника отдела по работе с удалёнными территориями Московского агентства по развитию территорий средствами культуры с 2014 г.
Учёный секретарь (2005—2010), ответственный редактор (2008—2010), составитель (2009) альманаха «Гуманитарная география».
Главный редактор журнала «Культурная и гуманитарная география» (с 2012).
С 2003 года — специальный корреспондент, редактор, заместитель главного редактора журнала «Целлюлоза. Бумага. Картон.».
Участник нескольких десятков российских и международных научных конференций.

## Научная деятельность
Автор концепции мифогеографии, признанной одним из направлений гуманитарной географии, и ряда работ в области культурной географии.

## Преподавательская деятельность
В 2008-2012 гг. — преподаватель кафедры политософии и философских наук Международного университета в Москве.
Доцент Высшей школы урбанистики им. А.А. Высоковского НИУ ВШЭ(с 2014) и кафедры территориального развития РАНХиГС (с 2015)
.

## Проекты
- 2002 — Проект TACIS «Развитие международного туризма в российской части Баренц Евро-Арктического региона» SCR-E/110986/C/SV/WW; исследователь.
- 2003—2004 — Научно-исследовательский проект Русского банка развития и МГУ «Развитие неаграрных функций сельской местности и малых городов Европейской части России»; руководитель.
- 2008 — Проект ГУК «Центр культурных инициатив Московской области» (ЦКИ МО) «Московская область: символическое производство»; научный руководитель.
- 2008 — Научно-исследовательский проект Франко-Российского Центра гуманитарных и общественных наук в Москве «Россия: воображение пространства / пространство воображения»; руководитель.

### Публикации Ивана Митина

#### Монографии
- Митин И. И. Комплексные географические характеристики. Множественные реальности мест и семиозис пространственных мифов. — Смоленск: Ойкумена, 2004. — 160 с.
- Замятин Д. Н., Замятина Н. Ю., Митин И. И. Моделирование образов историко-культурной территории: методологические и теоретические подходы / Отв. ред. Д. Н. Замятин. — М.: Институт Наследия, 2008. — 760 с. — ISBN 978-5-86443-133-7.

#### Статьи
- Митин И. Город Олонец: опыт комплексной географической характеристики // Вестник Евразии. — 2002. — № 3 (18). — С. 7—27.
- Митин И. И. Комплексная географическая характеристика: историко-географический и методологический анализ // Вестник Моск. ун-та. Сер. 5. Геогр. — 2003. — № 4. — C. 15—21.
- Митин И. И. Опыт создания комплексных географических характеристик городов и регионов России и внедрение доминантного мышления // Города и городские агломерации в региональном развитии / Под ред. Ю. Г. Липеца. — М.: ИГ РАН, 2003. — С. 112—117.
- Митин И. И. Методология и идеология комплексных географических характеристик // Региональные исследования. — 2004. — № 1 (3). — С. 13—23.
- Митин И. И. На пути к мифогеографии России: «игры с пространством» // Вестник Евразии. — 2004. — № 3. — С. 140—161.
- Митин И. И. Стратегии трансформации идентичности: опыт московских и петербургских пригородов и Хибин // Возвращённые имена: идентичность и культурный капитал переименованных городов России. Проектные материалы под ред. А. С. Макарычева. — Нижний Новгород: IREX и «Профессионалы за сотрудничество», 2004. — С. 107—113.
- Митин И. И. Методика полевых гуманитарно-географических исследований в контексте мифогеографии // Гуманитарная география: Научный и культурно-просветительский альманах. Вып. 2 / Отв. ред. и сост. Д. Н. Замятин. — М.: Институт Наследия, 2005. — С. 235—275.
- Митин И. И. Мифогеография: пространственные образы и множественные реальности // Communitas / Сообщество. — 2005. — № 2. — С. 12—25.
- Митин И. И. Мифогеография как подход к изучению множественных реальностей места // Гуманитарная география: Научный и культурно-просветительский альманах. Вып. 3 / Отв. ред. и сост. Д. Н. Замятин. — М.: Институт Наследия, 2006. — С. 64—82.
- Митин И. И. Мифогеография Европейского Севера: семиотико-мифологическая модель культурного ландшафта // Поморские чтения по семиотике культуры. Вып. 2. Сакральная география и традиционные этнокультурные ландшафты народов Европейского Севера России / Отв. ред. Н. М. Теребихин. — Архангельск: Поморский ун-т, 2006. — С. 46—53.
- Митин И. И. Туристские мифы и комплексные характеристики территории в гуманитарной географии // Туризм и культурное наследие. Вып. 3. — Саратов: Изд-во Сарат. ун-та, 2006. — С. 103—110.
- Мітiн I. Міфогеографія: теоретична рамка дослідження множинних контекстів місця й iнструмент презентацiï міст-на-кордонi // Схід/Захід: Iсторико-культурологічний збірник. Вип. 8. Спец. видання. Порубіжжя / За ред. В. Кравченка. Х. — К.: Критика, 2006. — С. 40—57.
- Митин И. И. Воображая город: ускользающий Касимов // Вестник Евразии. — 2007. — № 1 (35). — С. 5—27.
- Митин И. И. Касимов — двойственный город (опыт комплексной культурно-географической характеристики) // Гуманитарная география: Научный и культурно-просветительский альманах. Вып. 4 / Отв. ред. и сост. Д. Н. Замятин. — М.: Институт Наследия, 2007. — С. 216—226.
- Замятина Н. Ю., Митин И. И. Гуманистическая география // Большая Российская энциклопедия. Т. 8. Григорьев — Динамика. — М.: Большая Российская энциклопедия, 2007. — С. 150.
- Замятина Н. Ю., Митин И. И. Гуманитарная география // Большая Российская энциклопедия. Т. 8. Григорьев – Динамика. — М.: Большая Российская энциклопедия, 2007. — С. 151.
- Mitin I. Mythogeography — region as a palimpsest of identities // Cross-Cultural Communication and Ethnic Identities / Eds. L. Elenius, C. Karlsson. Luleå: Luleå University of Technology, 2007. P. 215-225.
- Митин И. И. Место как палимпсест // 60 параллель. — 2008. — № 4 (31). — С. 20-25.
- Митин И. И. Культурная, гуманистическая и гуманитарная география через призму мифогеографии // Гуманитарная география: Научный и культурно-просветительский альманах. Вып. 5 / Отв. ред. И. И. Митин; сост. Д. Н. Замятин. — М.: Институт Наследия, 2008. — С. 87—110.
- Митин И. И., Сересова У. И. Алексин: воображение пространства города // Россия: воображение пространства / пространство воображения (Гуманитарная география: Научный и культурно-просветительский альманах. Специальный выпуск) / Отв. ред. И. И. Митин; Сост. Д. Н. Замятин, И. И. Митин. — М.: Аграф, 2009. — С. 179—217.
- Митин И. И. Описывая, воображая и конструируя пространство России: Э. Реклю, В.П. Семёнов-Тян-Шанский и географические описания XXI века // Россия: воображение пространства / пространство воображения (Гуманитарная география: Научный и культурно-просветительский альманах. Специальный выпуск) / Отв. ред. И. И. Митин; Сост. Д. Н. Замятин, И. И. Митин. — М.: Аграф, 2009. — С. 52—68.
- Mitin I. Palimpsest // SAGE Encyclopedia of Geography / Ed. by B. Warf. Thousand Oaks, CA – L. – New Delhi – Singapore: SAGE, 2010. Vol. 4. P. 2111-2112.
- Митин И. И. На пути к воображаемой географии: два поворота, три пространства // Топос. 2011. №1. С. 62-73.
- Митин И. И. Культурная география в СССР и постсоветской России: история (вос)становления и факторы самобытности // Международный журнал исследований культуры. 2011. №4(5). С. 19-25.
- Митин И. И. На пути к региональной культурной географии: опыт англо-американских географов XX века // Псковский регионологический журнал. 2012. №13. С. 3-11.
- Митин И. И. Гуманитарная география: Проблемы терминологии и (само)идентификации в российском и международном контекстах // Культурная и гуманитарная география. 2012. Т. 1. №1. С. 1-10.
- Митин И. И. Мифогеография как теоретическая рамка брендинга города // Брендинг малых и средних городов России / Отв. ред. А.М. Бритвин. Екатеринбург: Изд-во Урал. ун-та, 2012. С. 135-142.
- Митин И. И. Место как палимпсест: мифогеографический подход в культурной географии // Феномен культуры в российской общественной географии: экспертные мнения, аналитика, концепты / Под ред. А.Г. Дружинина, В.Н. Стрелецкого. Ростов-н/Д: Изд-во Южного фед. ун-та, 2014. С. 147-156.
- Митин И. И. Новая Москва: конструирование нового локального дискурса // Лабиринт. Журнал социально-гуманитарных исследований. 2015. № 2. С. 71-82.

#### Научно-популярные издания
- Лебедева Е.Г., Лифанова С.В., Митин И. И. Новая Москва: Путеводитель по Троицкому и Новомосковскому округам / Науч. ред. И.И. Митин; сост. И.И. Митин, Я.А. Негреева. — М.: Центр культурных инициатив Новой Москвы, 2014. — 340 с. — ISBN 978-5-700-00003-1.

#### Интервью
- Балла Ольга. Пространство с человеческим лицом: от Геродота до брендинга территорий: [Интервью с Иваном Митиным] // Знание — сила. — 2014. — № 1.

### Об Иване Митине
- Дымов И. Карельские доминанты [Рецензия на книгу: Митин И. И. Комплексные географические характеристики. Множественные реальности мест и семиозис пространственных мифов. — Смоленск: Ойкумена, 2004. — 160 с.] // Книжное обозрение. — № 17—18. — 2004. — 26 апреля.